# اکبر خواجوی
اکبر خواجوی (زادۀ ۱۸ آبان ۱۳۰۵) بازیگر سینما اهل ایران است.

## فیلم‌شناسی
- شیر خفته (۱۳۵۵)
- عروس پابرهنه (۱۳۵۳)
- بی‌قرار (۱۳۵۲)
- پریزاد (۱۳۵۲)
- جهنم + من (۱۳۵۱)
- طغرل (۱۳۵۱)
- مبارزه با شیطان (۱۳۵۰)
- ملا ممد جان (۱۳۵۰)
- لیلی و مجنون (۱۳۴۹)
- پهلوان پهلوانان (۱۳۴۸)
- تهران می‌رقصد (۱۳۴۸)
- زن وحشی وحشی (۱۳۴۸)
- سه فراری (۱۳۴۸)
- دزد سیاهپوش (۱۳۴۷)
- مرد حنجره طلایی (۱۳۴۷)
- دالاهو (۱۳۴۶)
- مردی از اصفهان (۱۳۴۶)
- نسیم عیار (۱۳۴۶)
- حاتم طائی (۱۳۴۵)
- سه ناقلا در ژاپن (۱۳۴۵)
- قهرمان دهکده (۱۳۴۵)
- گنجینه سلیمان (۱۳۴۵)
- مأمور ۱۱۴ (۱۳۴۵)
- مرد و نامرد (۱۳۴۵)
- مومیایی (۱۳۴۵)
- هاشم‌خان (۱۳۴۵)
- دنیای پول (۱۳۴۴)
- عشق و انتقام (۱۳۴۴)
- ولگرد قهرمان (۱۳۴۴)
- آقای قرن بیستم (۱۳۴۳)
- انسان‌ها (۱۳۴۳)
- جهنم زیر پای من (۱۳۴۳)
- سه تفنگدار (۱۳۴۳)
- قانون زندگی (۱۳۴۳)
- مسیر رودخانه (۱۳۴۳)
- آراس خان (۱۳۴۲)
- ساحل انتظار (۱۳۴۲)
- فرار (۱۳۴۲)
- کلید (۱۳۴۱)
- عسل تلخ (۱۳۴۰)
- فریاد نیمه شب (۱۳۴۰)
- بچه‌ننه (۱۳۳۹)
- مروارید سیاه (۱۳۳۹)
- طوفان در شهر ما (۱۳۳۷)
- بلبل مزرعه (۱۳۳۶)
- بهلول (۱۳۳۶)
- رستم و سهراب (۱۳۳۶)
- زندگی شیرین است (۱۳۳۵)
- شب‌نشینی در جهنم (۱۳۳۵)
- خون و شرف (۱۳۳۴)
- آغا محمدخان قاجار (۱۳۳۳)
- دسیسه (۱۳۳۳)
- عروس دجله (۱۳۳۳)
- ماجرای زندگی (۱۳۳۳)
- بازگشت (۱۳۳۲)
- گلنسا (۱۳۳۲)
- گوهر شب چراغ (۱۳۴۸)

## مدیر تهیه‌کننده
- مرد و نامرد (۱۳۴۵)
- قانون زندگی (۱۳۴۳)
- ساحل انتظار (۱۳۴۲)

## منبع
- اکبر خواجوی در بانک اطلاعات اینترنتی فیلم‌ها (IMDb)
- اکبر خواجوی در بانک جامع اطلاعات سينماى ايران
- جمال امید (۱۳۷۷)، فرهنگ سینمای ایران، تهران: موسسه انتشارات نگاه، شابک ۹۶۴-۶۱۷۴-۸۹-۲